# Ионайтис, Владисловас Владисловович
Владисловас Владисловович Ионайтис (род. 15 июля 1935) — советский и российский дипломат. Чрезвычайный и полномочный посланник 1 класса.

## Биография
Окончил Московский государственный институт международных отношений (МГИМО) МИД СССР (1963) и Курсы усовершенствования руководящих дипломатических кадров при Дипломатической академии МИД СССР (1979). Владеет французским, английским, вьетнамским и литовским языками. На дипломатической работе с 1963 года.
- В 1985—1987 годах — генеральный консул СССР в Хошимине (Вьетнам).
- С 1 февраля 1988 по 16 марта 1993 года — чрезвычайный и полномочный посол СССР, затем Российской Федерации в Заире[1][2].
- С апреля по октябрь 1999 года — заместитель директора Генерального секретариата (Департамента) — заместитель генерального секретаря МИД России.
- С 1999 года — генеральный консул России в Сиднее (Австралия).

## Семья
Женат.